# 牙狼-GARO- 〜RED REQUIEM〜
『牙狼〈GARO〉〜RED REQUIEM〜』（ガロ レッドレクイエム）は、2010年10月30日公開の『牙狼〈GARO〉』の3D映画。PG12指定。第23回東京国際映画祭上映作品。

## 概要
テレビスペシャルから約4年ぶりとなる全編フルデジタル3Dのアクション映画。新宿バルト9ほか全国50スクリーンでロードショー。2D撮影を3D変換するのではなく専用フルデジタル3Dカメラでの撮影による、日本初の全編フルデジタル3D映画。生身の質感に拘ったCG表現や、目の負担にならないよう見易いフォーカスに編集した3D表現になるよう努めている。
『牙狼〈GARO〉』シリーズ初の劇場版だが、テレビシリーズを見ていない人でも楽しめるように、テレビシリーズ・テレビスペシャルの登場人物は、主人公の鋼牙と魔導輪ザルバを除き一切登場しない。ただしテレビシリーズでヒロインを演じた肘井美佳は今作の敵であるカルマの声を特別出演という形で担当しており、クルス役の笠原紳司はテレビシリーズにて別の役でゲスト出演している。
キャッチコピーは「3Dの魔界を黄金騎士が駆ける!」。
3週連続来場者先着特典として、10月30日、11月6日、11月13日以降の来場者に先着限定「劇場版GAROチェンジングカード」をプレゼント。第1週はザルババージョン。またリピーターキャンペーンとして半券2枚応募でのプレゼントも実施。10月23日には『J:COM オン デマンド』オンデマンド先行試写配信も行われた。ぴあ初日満足度ランキング（ぴあ映画生活調べ）では第4位と好評価されている。
劇場パンフレットは諸事情での遅れのため、11月2日（劇場によっては3日）以降の発売となった。

## 制作

### 企画の経緯
『白夜の魔獣』が終了して、ミニシアター系での上映を想定した映画化が企画されていた。ガロとゼロの2つの視点を交互に描き最後に合流する『稀人の棺』や鋼牙が白い魔法衣を着る前の前日譚『魔刻の館』という案が出たものの、映画化が一度断念された。
『CR牙狼XX』のヒットを経て、再び映画化の話になり、『魔刻の館』の要素を元に『RED LABYRINTH』という仮称で制作が開始する。後に細部が詰められた結果、最終的に『RED REQUIEM』というタイトルになっている。
なお、『魔刻の館』の白い魔法衣を着ていない鋼牙という案は、『蒼哭ノ魔竜』に流用されることになった。

### 脚本
2005年のテレビシリーズの序盤のように、1話完結のホラーを倒す話にすることで、テレビ版を見ていないと分からない設定や人間関係を描写しなくてよい形にしている。
烈花は当初、カナという名前であり、カオルにも似た心優しい魔戒法師で、ガロの鎧を取り戻すために失明し、その後自分の助けた人に支えられながら生きていくというキャラクター設定がされており、オーディション台本もこの設定の台詞が書かれていた。しかし、烈花役が松山メアリに決定したことで、彼女に合わせる形で設定が変更され、現在の形になっている。

### キャスティング
鋼牙役の小西遼生の予定が確保できない可能性があり、その場合は鋼牙の息子の話になる可能性があった。
来栖役の中尾彬は、2005年のテレビシリーズの龍崎駈音役の京本政樹のようなビッグネームをスポンサーから要求されたことによる人選。また、ケンギ役の津田寛治は雨宮慶太監督と仕事をしたいという逆オファーの形で出演している。

### ロケーション
3Dテストを事前に行ったことで得られた教訓として奥行き感があり、奥行き重視の撮影場所が選定されている。
アカザの店「あかどう」は、JAP工房を使用され撮影された。
スタジオ撮影は撮影期間が短いこともあり、従来の専用スタジオ「ガロスタ」ではなく日活撮影所となっている。クラブ「CRIME」も日活撮影所内に作られた。

## ストーリー
人間界へ降臨した最凶の魔獣使徒ホラ－7体の復活に対し、魔戒騎士・冴島鋼牙は殲滅の旅に出る。旅先で魔戒法師のアカザとシグト、烈花に出会う。

## 登場人物
冴島 鋼牙
黄金騎士 牙狼の称号を受け継ぐ青年。元老院からの指令により使徒ホラー殲滅の任務を受けアカザの管轄する港町に現れる。
到着早々にベビルを討滅するも、相変わらずの無愛想もあり、対抗意識を燃やす烈花とさっそく衝突する。防御や心構えの未熟さを指摘しながらも彼女の高い実力を認めている。
魔戒法師 烈花（）
穂先を収納することで横笛となる魔導筆を愛用する女魔戒法師。一人称は「オレ」。体術に優れている他、魔界竜の稚魚を使役した法術で戦うため、他の法師にはない戦い方をする。素体ホラー程度であれば単独で封印する力を持っている。
同じ魔戒法師であるアカザ、シグトとはかつて行動を共にした旧知の仲であり、今回行動を共にする。
魔鏡ホラー・カルマを父親の仇敵として倒すため、ホラーを封印する術を学んで戻ってきた。ゆえに非常に高い実力を持ってはいるが、女に産まれたために魔戒騎士にはなれなかったことが悔しいらしく、子供扱いされるのも毛嫌いする。そのため、「お嬢ちゃん」呼ばわりしたザルバの口を封じてしまったことも。さらにはカルマに父を殺された復讐心が強すぎるために「守りし者」としての心構えもまったくなっておらず、対抗意識丸だしで鋼牙の邪魔をしたり、カルマに操られた人間をホラーと見なして加減なしで蹴散らしてしまうなど未熟な面が目立つ。
『MAKAISENKI』や『絶狼-ZERO- -DRAGON BLOOD-』にも登場し、『桃幻の笛』や『魔戒烈伝』1話では主人公を務めた。
魔戒法師 アカザ
巨大な魔導筆を用いてホラーと戦う初老の魔戒法師。大型の魔導筆を扱い、結界や多数の式神を使役する術を得意とする。鋼牙が行き着いた港町で“あかどう”という雑貨店の店主を表の顔として活動している。若い女の子の客も多いらしく、値切りには弱いらしい。
実はカルマに通じていた裏切り者で、妻子を失った悲しみに漬け込まれてしまい、わかっていたが幻でも家族の顔が見られることでカルマの場所がわからないよう結界を張っていた。最終的に全てを番犬所に報告し、鋼牙に協力するために最終決戦に参加。自らその罪を償うために命を賭けて魔鏡空間に飛び込み烈花に笛を届けて逆転のきっかけを作り、烈花に看取られて死んでいった。
魔戒法師 シグト
両端に穂先を有する魔導筆を愛用するアカザの弟子の1人。魔針盤を使ってホラーを探知する能力に優れている他、結界を張ることもできる。戦うときは、魔戒獣・号竜を操る。お調子者で戦闘で目立つ烈花に比べると見劣りしてしまうが魔戒法師としての実力は非常に高い実力を備えており、邪気の探索や結界、号竜での戦闘など陰ながら鋼牙や烈花を支えている。
『MAKAISENKI』や『桃幻の笛』にも登場し、『魔戒烈伝』8話前半では主人公を務めた。
ケンギ
鋼牙が幼いときに出会った魔戒騎士。腕は確かなもので、幼き鋼牙に魔戒騎士としての志やホラーと戦う意味を教えた。
実は烈花の父親で、幼い鋼牙に出会った後にカルマに殺されていた。そして最終決戦で烈花の横笛から奏でられた英霊たちへの鎮魂歌によって、金色に輝く英霊となって烈花の前に姿を現した。
『桃幻の笛』や『魔戒烈伝』にも登場する。

## ホラー
魔鏡ホラー カルマ
7体存在するといわれる使徒ホラーの1体で港町に出現した。通常のホラーと違い、人ではなく鏡に憑依して陰我のある人間の欲望を鏡に映し出すことで人間を魅了し、それに魅せられた人間を鏡の中に引きずり込んで喰らう他、人間を操ったり陰我のある人間をホラーに化身させて下僕にすることもできる。憑依した鏡の中に「魔鏡空間」と呼ばれる異空間を作って潜んでおり、人間界には出てくることがないため、対決して倒すためにはその魔鏡空間の中へ入り込まなければならない。
鏡から鏡へ移動する能力や魔戒騎士の鎧を奪い鏡の中に閉じ込める能力、後述の魔鏡の傭兵、ワラシなど、餌食となった人間の情念から使い魔を無限に生み出す能力で鋼牙は苦戦。さらには狡猾さと鏡を用いた多種多様な能力で鋼牙たちを追い詰めた。
通常は紫色のドレスを着た半裸の女性の姿で魔鏡越しにクルスやシオンに指示を下すが、鋼牙と烈花に魔鏡空間に入られたときに見せた真の姿は、四肢が鏡の破片の集まりでできた全裸の巨大な女性の姿をしており、この四肢を自在に変化させ、遠近を問わず強力な攻撃を仕掛けてくる。また、鏡の破片が細長く集まったような長い舌を伸ばして攻撃することも出来る。
最後まで圧倒的な力で牙狼と烈花を苦しめたが、最終的に自らが喰らった英霊たちの力を借りた竜陣牙狼によって滅びた。
クルス
魔鏡に魅せられ、魔力を身につけた金髪の青年。カルマに服従しており、シオンと行動を共にしている。左肩の触手と尻尾や爪を武器とするホラーの姿にも化身できる。
元は来栖 謙一（）という初老の画家で、若くして死別した恋人・詩音を追い求めるあまり彼女の肖像画を書き続けたが、モデルを務めた女性を「詩音じゃない」という理由で次々と殺害していた。その愛する人を失った心の悲しみをカルマに付け込まれたことで永遠の生命を授かってホラーとなり、若さを取り戻して下僕となった。シオンが倒された後、本来の老人の姿に戻って鋼牙を襲ったが、鎧を取り戻した鋼牙の返り討ちにされ、鏡の破片になって消滅した。
シオン
クルスと行動を共にしている謎の女。その正体はクルスが人間だったころに失った恋人の詩音を別人の肉体を基にホラーとして復活させた存在。右肩の部分から白い翼を生やし、上半身が淡く発光する羽毛のようなものに包まれたホラー態にも化身することができる。烈花に敗れ、クルスの腕の中で消滅した。
魔鏡の傭兵
カルマの餌食となった人間たちの憎悪の情念の化身たる使い魔の一種とされる黒衣の傭兵。闇と同様の存在で、情念のためいくら倒してもカルマの邪気から次々に生まれ出てくる。
ワラシ
謎の少女。アカザの推測によるとカルマの餌食となった人間たちの悲しみや恨みの思念の化身。カルマの先兵として、人間を鏡の世界へ誘う他、鋼牙たちを分断・撹乱する役目も果たした。
バウル
序盤で烈花たち魔戒法師に正体を見破られ、対峙するホラー。ベビルに従う母親役のホラーで、ベビルが擬態した赤ん坊をベビーカーに乗せた女に憑依していた。素体ホラーと同様に見えるが、体色が白いほか、角の形状にも若干の違いがある。アカザとシグトを窮地に追いやるが、駆け付けた烈花に圧倒されて封印された。
魔塔ホラー ベビル
鋼鉄の体を持つ使徒ホラーの一体で、「ホラー喰いのホラー」と称される。巨大な猛牛のような肉体とギロチン台のような頭部を有する。何に憑依したかなど詳細は不明。
赤ん坊に擬態し、母親役のホラーを従えて行動しており、最悪の場合はその母親役を捕食している。鈍重ではあるが強大なパワーと鋼鉄の強固な皮膚を持っており、頭部の巨大なギロチンの刃を武器とするが、同時にそのギロチンが弱点でもある。
バウルが倒された後、正体を現して鋼牙に襲い掛かるが、鋼牙の力の前に圧倒され、最期は頭部を真っ二つにされて消滅した。

## 関連用語
使徒ホラー
人間界に降臨した魔獣ホラーの中でも最凶と呼ばれる7体のホラーの総称。7つのエレメントに罠を張り、高度な知能と能力を駆使して人間を襲う。幾人もの魔戒騎士・魔戒法師が戦いを挑んできたが、その強大な力の前に敗れ去っている。
カルマ、ベビル以外の5体は劇中未登場だが、設定は存在しており、以下の通りである。
魔塵ホラー ダロダ
全身が微粒子の集合体。地上にある砂や埃を集結させることにより、幾らでも体積を増やせる。
魔雷ホラー バクギ
雷鳴の如き速さで移動する。古の時代は雷と共に出現していたが、現代では電気を伝ってどこにでも出現する。
魔紙ホラー パルク
自らが持つ魔紙に描いた物を実体化させ、それを用いた罠を張り巡らせる。
魔針ホラー ニドル
特殊な針を打ち込むことにより、他の生物を操れる。人間を利用し人間を集めて捕食する。
魔音ホラー ユニゾ
美しい歌声を奏で、人間に心地よい幻覚を見せて捕食する。その声に反して姿は醜い。
この5体のうち、2体が『RED REQUIEM』開始までに倒されており、残りの3体もエンディング後から『MAKAISENKI』までの間に倒されている。
なお、『炎の刻印』でも「使徒ホラー」と称される個体が2体登場しているが、関連性は不明。
号竜
シグトの操る二足歩行の魔戒獣。全長1メートル程度。箱形から上部にあるハンドルを回転させることによって変形する。意志を持っており、自己判断による簡単な動きは勝手に行うが、魔導筆を用いて魔戒法師が操作することで真価を発揮する。口から魔導火の火球を放つ。
鳴札（）
魔戒法師の使う魔導火発生装置で魔導具のひとつ。中央の部分が息を吹きかけることで回転、魔導火を発生させ、その炎を瞳に写すことで人間に憑依したホラーを見破る他、他の魔戒騎士・魔戒法師と連絡を取り合ったり、魔戒法師の術を破るといった使い方ができる。他にも『MAKAISENKI』では、ホラーを誘い出すために人の血を魔導火に乗せて送るといった使い方がされた。
魔針盤（）
魔戒法師が使う魔導具のひとつ。盤面に水を張り、魔導筆を用いて一定の動作を行うと、ホラーの位置を察知し空間に表示する。いわばレーダーのようなもの。
魔界竜の稚魚
烈花が魔導筆で放つ魔戒の生物。金魚のような体と象のような頭部が特徴。烈花はこの稚魚を魔導筆で大量に操り、ホラーを封印する術を使う他、ホラーの居場所や動向を探ることも出来る。烈花は物語の最後にこの稚魚の一匹を絆の証として鋼牙に送り、ザルバが勝手に「カオル」と名付けた。
- 本作に先駆けて『CR牙狼XX』にて、成魚である魔界竜が登場している。

ルビスの魔剣
ホラーの牙で作られた短剣。カルマと対決する際に使用。本来カルマの潜む魔鏡の世界へ入るためには、魔鏡の前で死ななければならないが、この短剣を魔鏡に突き刺すことで魔鏡の世界の結界が開き、生きたまま魔鏡空間に飛び込むことができる。ただし、元の世界に戻る力はないため、脱出するためにはカルマを倒さなければならない。
竜陣ガロ
烈花の横笛から奏でられた英霊たちへの鎮魂歌によって、カルマの餌食になった英霊たちの光をまとった牙狼の鎧のソウルメタルが変化した奇跡の姿。背部に背負った神仏の光背を彷彿とさせる幾重もの翼を持った竜陣と竜の形状をした長い尾と俱利伽羅剣を彷彿とさせる炎の形状に変化した金色に輝く竜陣牙狼剣が特徴。

## キャスト
- 冴島鋼牙 - 小西遼生
- 魔戒法師 烈花 - 松山メアリ
- 魔戒法師 シグト - 倉貫匡弘
- 魔鏡ホラー・カルマ - 原紗央莉
- クルス - 笠原紳司
- シオン - 江口ヒロミ
- 魔戒法師 アカザ - 斎藤洋介
- 来栖謙一 - 中尾彬
- 魔導輪 ザルバ（声） - 影山ヒロノブ
- 魔鏡ホラー・カルマ（声） - 肘井美佳（特別出演）
- 12歳の鋼牙 - 澤畠流星
- 乳母車の女 - 久米田彩
- アカザの妻 - 勝俣幸子
- アカザの娘 - 猪鼻真依
- 亜美 - 時東ぁみ
- 美貴 - 櫻井ゆうこ
- 里奈 - 今井友香
- ルカ - 重慶礼香
- アヤ - 空美
- モデルの女 - 清水理絵
- クラブの女(1) - 東里
- クラブの女(2) - 後藤はるか
- クラブの女(3) - 西山まなみ
- クラブの男(1) - 森脇史登
- クラブの男(3) - ジリ・ヴァンソン
- 白塗りの女 - 伊吹稟
- ワラシ - 笹野鈴々音
- 鋼牙 スタント - 大西雅樹、三住敦洋、荒川真
- クルス スタント - 和田三四郎
- 烈花 スタント - 日野由佳
- シオン スタント - 熊田弥生
- スタント - こしげなみへい、早坂太一、猪亦浩之、日野綾子、じゃーじー真輝糸洲、富田稔、川澄朋章、稲留正樹、大石将、坂手透浩、輪島貴史
- ワイヤーマスター - 佐々木俊宜
- ファイトコレグラフ - こしげなみへい
- クラブダンサー - maneter、eRina、EMIJAY、YU-KO、nanami。Lina、エリコ、利紗、MITSUKI、manamana、ELLES、YURI、Sayaka、TOMOchan
- 魔戒騎士 ケンギ - 津田寛治

## スタッフ
- エグゼクティヴ・プロデューサー - 二宮清隆
- 統括プロデューサー - 吉田健太郎
- プロデューサー - 佐藤満、夏井佳奈子、比嘉一郎
- 脚本 - 江良至、雨宮慶太
- 設定 - 田口恵
- 特殊衣装 - JAP工房
- 特殊メイク - M.E.U
- VFXスーパーバイザー - 小坂一順
- CGスーパーバイザー - 迫田憲二
- VFXディレクター - 中川茂之
- 音楽プロデューサー - 井上俊次
- 音楽 - 栗山善親、寺田志保
- 技術協力 - オムニバス・ジャパン、ナックイメージテクノロジー、オートデスク、株式会社クレッセント
- 配給 - 東北新社 / ゴー・シネマ
- 製作 - 東北新社
- 制作 - 東北新社
- 特別協力 - サンセイアールアンドディ
- 制作協力 - AAC STUNTS、クラウド
- アクション監督 - 横山誠
- 原作・監督 - 雨宮慶太

※本作品エンディングの最後にはオムニバス・ジャパンの社長であった山下欽也氏（2010年5月20日逝去）へ捧ぐ、との記がある。

## 主題歌
- エンディングテーマ曲「牙狼 〜SAVIOR IN THE DARK〜 RED REQUIEM ver.」

歌 - JAM Project featuring 影山ヒロノブ / 作詞・作曲 - 影山ヒロノブ / 編曲 - 寺田志保

## 関連商品

### DVD・Blu-ray
2011年8月2日に、DVDとBlu-rayが東北新社から発売された。同日に両方を同梱しているコンプリートBOXも発売された。

### CD
「劇場版『牙狼〈GARO〉～RED REQUIEM～』オリジナルサウンドトラック」
2010年11月24日にランティスから発売された本作のサウンドトラック。
45曲目「ガロの意味」は、未使用曲だが「牙狼～SAVIOR IN THE DARK～」のアレンジ曲であり、シリーズとしての流れを考慮し、収録されている。劇中使用され、収録を見送った楽曲が2曲存在している。
「牙狼＜GARO＞黄金歌集　牙狼魂」
2013年9月25日にランティスから発売された、牙狼シリーズのベストアルバム。他の作品の主題歌とともに、JAM Projectが担当した本作のエンディングテーマが収録されている。

### フィギュア
本作で初登場した竜陣ガロが商品化されている。

## パチンコ
2010年12月に本作のタイアップ機である、CR牙狼シリーズ第3弾『CR牙狼 〜RED REQUIEM〜』が導入。